# Мохаммад Хашим-хан
Сардар Мохаммад Хашим Хан (пушту سردار محمد هاشم خان‎; 1884 — 1954, Кабул, Королевство Афганистан) — афганский государственный и политический деятель, занимал пост премьер-министра Афганистана с 8 ноября 1933 года по 9 мая 1946 года. Был дядей Мухаммеда Захир-шаха.
Он также был губернатором Джелалабада (1919—1920) и Восточной провинции (1920—1922), исполняющим обязанности военного министра (1922) и министром в Советском союзе[уточнить] (1924—1926).